# Poušť
Poušť (deutsch Oed(t), auch Ödt bzw. Öde) ist eine Grundsiedlungseinheit der Gemeinde Jindřichovice (Heinrichsgrün) in Tschechien.

## Lage

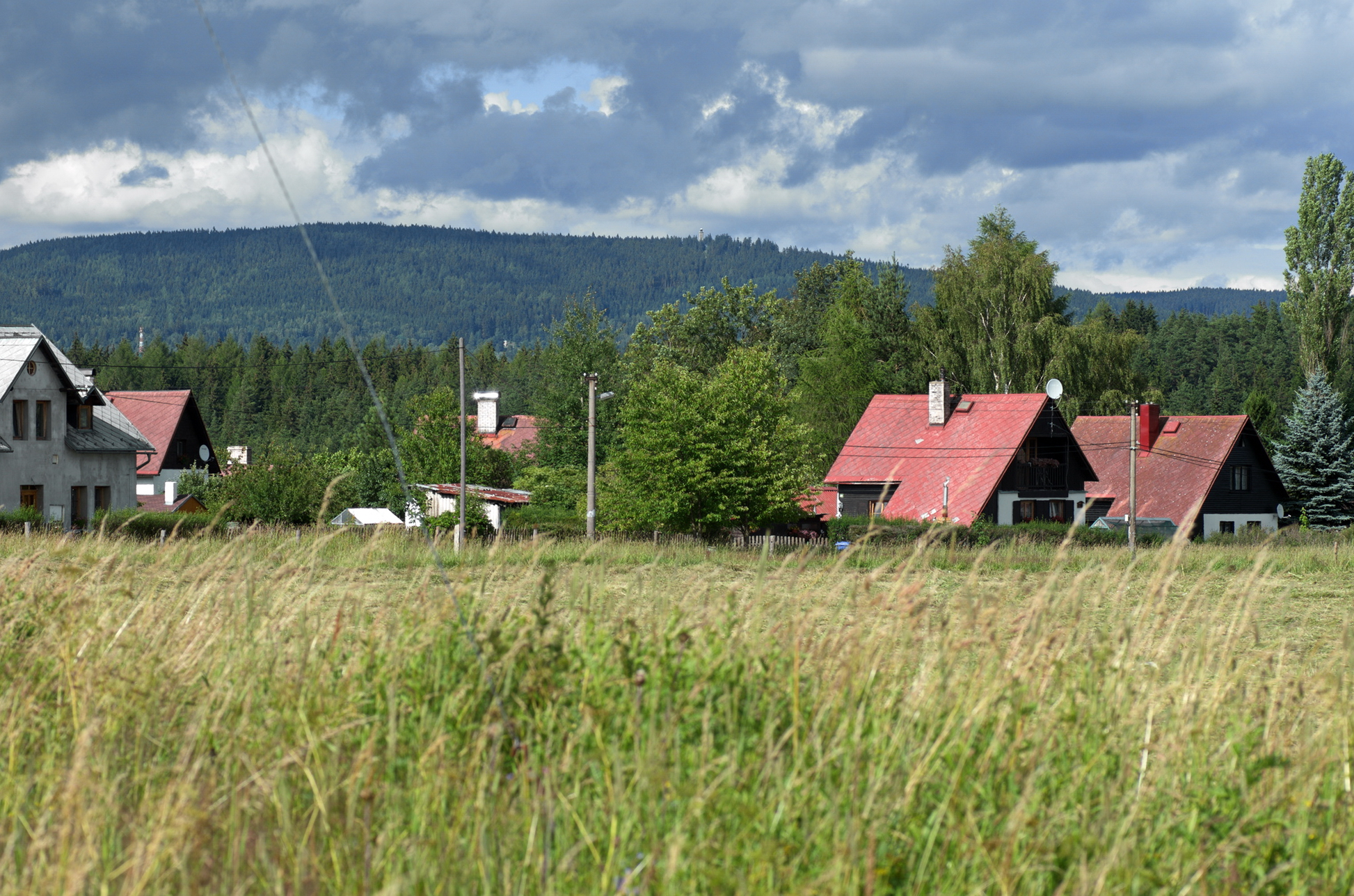
Poušť

Poušť liegt ca. zwei Kilometer nordöstlich von Jindřichovice. 
Nachbarorte sind Hradecká (Scheft) im Südwesten, Bernov (Bernau) im Nordosten, Černava (Schwarzenbach) im Osten, Tatrovice (Dotterwies) im Südosten. 

## Geschichte
Das dichtbewaldete Hochtal an der oberen Rohlau wurde durch Erzprospektoren aus den anliegenden Grenzländern erschlossen, die hier auf umfangreiche Zinnvorkommen stießen. Ausgangspunkt der Kolonisation war die Ende des 13. Jahrhunderts entstandene Burg Neudek und die Stadt, die sich darum entwickelte. 1341 erwarben die Herren von Plick den gesamten Lehensbesitz vom Stift Tepl. 1444 gelangte die Herrschaft, zu der Oed gehörte, an den Grafen Matthäus Schlick und verblieb bis Ende des 16. Jahrhunderts bei seinen Erben. 
Der Ort soll ursprünglich den Namen Hermannsdorf, später Hussek, getragen haben. Hungersnöte und Pestepidemien hatte die Bevölkerung deutlich dezimiert, der Ort wurde Wüst und führte nach der Wiederbesiedlung den Namen Öd(e) bzw. Oed. Bereits 1563 wird Oed in den Kirchenbüchern erwähnt. 1602 erhielt Friedrich Colonna von Fels die Güter von seinem Vetter Graf Stephan Schlick um 69.000 Schock. Nach dem Dreißigjährigen Krieg gehörten die Liegenschaften den Grafen Czernin von Chudenitz. Die protestantischen Einwohner mussten den katholischen Glauben annehmen oder das Land verlassen. In der Seelenliste des Elbogener Kreises von 1651 steht das Dorf mit 68 Einwohnern bzw. 13 Familien. Die Männer, größtenteils Bauern, Häusler und Holzhauer, waren katholisch und deren Frauen und Kinder noch unbekehrt. Das Richteramt bekleidete damals Jakob Stöckner. 1847 zählte das Dorf 38 Häuser mit 322 Einwohnern, eine Gemeindeschule und ein Wirtshaus. Oed war zur Pfarrkirche St. Martin in Neudek gepfarrt, wo auch der Friedhof lag.
Nach der Revolution 1848/1849 wurde im Kaisertum Österreich die Erbuntertänigkeit und die Patrimonialgerichtsbarkeit aufgehoben und die nun selbstständige Gemeinde dem Gerichtsbezirk Neudek zugeteilt. Der Gerichtsbezirk Neudek bildete im Zuge der Trennung der politischen von der judikativen Verwaltung ab 1868 gemeinsam mit dem Gerichtsbezirk Graslitz den Bezirk Graslitz. Eine einklassige Volksschule wurde 1880 gegründet, davor war Oed nach Mühlberg eingeschult. Der Ort besaß eine eigene Feuerwehr.  Seit 1910 gehörte Oed zum neugeschaffenen Bezirk Neudek. Nach dem Münchner Abkommen wurde der Oed dem Deutschen Reich zugeschlagen und gehörte bis 1945 zum Landkreis Neudek. Nach dem Ende des Zweiten Weltkrieges kam Oed zur Tschechoslowakei zurück und wurde 1948 in Poušť umbenannt. Zu dieser Zeit wurde ein großer Teil der deutschen Bevölkerung vertrieben. Nach der Vertreibung wird der Ort heute vorwiegend als Wochenendsiedlung genutzt. Im Jahr 1960 wurde Poušť nach Jindřichovice eingemeindet.